# Goiania Challenger
Il Goiania Challenger è stato un torneo professionistico di tennis giocato su campi in terra rossa. Faceva parte dell'ATP Challenger Series. Si è giocata una sola edizione, a Goiânia in Brasile.

## Albo d'oro

### Singolare
| Anno | Campione       | Finalista               | Punteggio     |
| ---- | -------------- | ----------------------- | ------------- |
| 1989 | Daniel Orsanic | Juan Antonio Pino Pérez | 6–1, 3–6, 6–3 |

### Doppio
| Anno | Campioni                         | Finalisti                  | Punteggio |
| ---- | -------------------------------- | -------------------------- | --------- |
| 1989 | Alexandre Hocevar Marcos Hocevar | Otavio Della Kevin Lubbers | 6–2, 6–2  |